# Blue Solutions
Blue Solutions est une entreprise française spécialisée dans la conception et la fabrication de batteries Lithium Métal Polymère tout solide (accumulateur lithium), et de véhicules électriques, dans ses usines à Ergué-Gabéric en Bretagne et à Boucherville près de Montréal (Canada). Blue Solutions est une filiale du Groupe français Bolloré. 

## Histoire
Au début des années 1990, un ingénieur et deux techniciens travaillent sur un projet de batterie basée sur la technologie lithium métal polymère (LMP) à Ergué-Gabéric, site historique du groupe Bolloré. Au début des années 2000, une cinquantaine de personnes travaillent sur cette recherche, et en 2001, le groupe Bolloré crée Blue Solutions. 
Électricité de France possède une part du capital de l'entreprise et fournit des chercheurs, qui travaillent avec des universitaires de Grenoble, du CNRS, du CEA et des équipes de Bolloré. Le projet requiert une part de recherche fondamentale.
En juin 2004, la société annonce avoir mis au point un premier prototype de batterie, 12 ans après le début des recherches et des investissements se portant à 70 millions d'euros.
En 2007, le groupe Bolloré acquiert les actifs d'Avestor, au Canada, et créé Blue Solutions Canada (anciennement Bathium). En 2011, est lancée une campagne d'investissements importants en vue d'augmenter significativement ses capacités de production et en 2013 a lieu l'inauguration d'une nouvelle usine de production sur le site de Ergué Gabéric (en Bretagne). En ce lieu est produit l'équivalent de 10 000 batteries de 30 kWh. C'est alors que Blue Solutions entre en Bourse.  
En 2015, c'est l'inauguration d'une usine en Bretagne dédiée à la construction de tramway électrique.
En 2016, est inaugurée, toujours en Bretagne, une nouvelle usine pour la construction du Bluebus 12 mètres. Bluetorino, un service italien d'autopartage 100 % électrique, est développé à Turin.  
Blue Solutions compte plus de 400 chercheurs, ingénieurs et techniciens présents sur deux sites de production situés en Bretagne et au Canada. Sa capacité de production annuelle annoncée s'élève en 2016 à 300 MWh soit 10 000 batteries de 30 kWh.
En 2018, la presse indique que l'entreprise connaît  un « coup dur », avec la fin d'Autolib à Paris. Blue Solutions fabriquait les voitures électriques pour l'autopartage à Paris depuis 2011, mais le service ayant un déficit d'au moins 230 millions d'euros, la société perd le contrat. Autolib, avec une flotte de 4 000 véhicules, était son premier marché devant 6 autres villes — Lyon, Bordeaux, Turin, Indianapolis, Los Angeles, Singapour — où le nombre de véhicules est seulement de quelques centaines. L'Agence France Presse signale cependant que l'entreprise ne visait pas le marché des voitures électrique, mais celui des batteries électriques. La société fabrique des batteries solides en LMP (lithium, métal, polymère), une technologie originale. Michael Salomon, spécialiste du stockage d'électricité, estime que cette batterie a pour avantage d'être plus sûre et présente moins de risque d'incendie. Mais ce type de batterie a la caractéristique de devoir rester à une température de soixante degrés, ce qui oblige à la laisser en recharge en permanence pour compenser la petite perte d'électricité systématique. France info signale que les batteries trouvent peu de clients, et que les asiatiques représentent une concurrence de plus en plus importante. La société défend son type de batteries en arguant qu'elles contiennent ni cobalt ni terres rares. Elle indique par ailleurs qu'elle s'oriente vers la fabrication de bus électriques « Bluebus », avec une usine capable d'en sortir 200 par an,,.
En 2019, le magazine Capital indique que les batteries sont un échec commercial : elles ne se vendent pas. Au premier semestre 2018, 500 000 voitures électriques se sont vendues dans le monde, et Blue Solutions n'a vendu que 232 batteries. Par ailleurs, Autolib était une vitrine permettant de faire la publicité des batteries électriques, mais également le principal débouché de l'entreprise. En 2018, le chiffre d'affaires de l'entreprise baisse de 60%. Et le volume des pertes augmente, passant à 17 millions d'euros. Pour Capital, le problème vient du fait que la batterie LMP doit être en permanence en recharge lorsqu'elle n'est pas en circulation : cela est concevable pour des voitures en auto-partage qui sont en charge 75% du temps, mais cela est rédhibitoire pour une voiture vendue à un particulier, qui n'acceptera pas de devoir laisser la voiture sur le secteur tout le temps.
En 2022, Blue Solution ouvre deux laboratoires à Nantes et à Grenoble avec des partenaires universitaires et le CNRS, afin de travailler sur une nouvelle génération de batterie solide lithium-métal-polymère, qui diffère des batteries usuelles, ces dernières ayant un électrolyte liquide. Au total, ce sont environ 100 chercheurs qui sont impliqués dans le projet.
Les 4 et 29 avril 2022, deux bus de la série Bluebus 5SE brûlent à Paris, et la RATP annonce le retrait de la circulation de 149 véhicules du même type. Les incendies ont commencé sur le toit des bus, où se trouvent les batteries. La première raison annoncée en 2022 est un problème « d'assemblage d'un composant électronique ». En septembre 2023, alors que les 149 bus sont toujours écartés de la circulation, la cause retenue est qu'il s'agirait d'un mauvais positionnement d'un film polyester dans la batterie. 
Le 16 janvier 2023, un incendie s’est déclaré au sein d’un entrepôt situé sur la commune de Grand Couronne (76), propriété de la société Highway France Logistics 8 et loué au transporteur Bolloré Logistics, dans lequel étaient stockées 12 000 batteries de Lithium usagées appartenant à Blue Solutions. A la suite de l'incendie, un rapport post-incident établi par l'administration a révélé une importante pollution des eaux souterraines au Lithium. Blue Solutions, Bolloré Logistics et Highway France Logistics 8 sont actuellement mises en cause dans le cadre d'une enquête ouverte par le Parquet de Rouen. 
En 2023, la société établit des partenariats avec Forsee Power pour des batteries solides pour les véhicules lourds et avec le taïwanais Foxconn pour les batteries à destination des deux roues, destinées dans un premier temps à l'important marché indonésien,.
En octobre 2024, Blue Solutions lance une levée de fonds pour financer la construction d'une ligne pilote de 250 MW à Quimper, destinée à produire les échantillons préindustriels de la nouvelle génération de batteries solides du groupe, où l'électrolyte est un polymère et l'anode se compose d'une couche de lithium métal, bien plus fine que celle en graphite actuellement utilisée dans les voitures électriques, ce qui permet de délivrer jusqu'à 40 % d'autonomie en plus pour le même poids de batterie. L'étape suivante sera la construction d'une gigafactory dans l'est de la France, prévue pour la fin de la décennie.

## Activités

### Applications mobiles
La société Blue Solutions produit des batteries Lithium Métal Polymère (LMP) qui équipent des véhicules électriques et hybrides (voitures, bus, tramways, bateaux) ainsi que des systèmes d’autopartage qui s'arrêtent entre 2018 et 2020 avec les Blue Car (utilisées à Paris, Lyon et Bordeaux). Ces véhicules portent des noms commençant par Blue : les Blueboat, les Bluetram,, les Bluebus, etc. En 2015, à la suite de la COP21 la première ligne de bus Bluetram est lancée sur les Champs-Élysées, pendant que le BlueBus est déployé dans les zones réservées aux chefs d'État des pays membres de l'ONU sur le site du Bourget.

Galerie de photographies
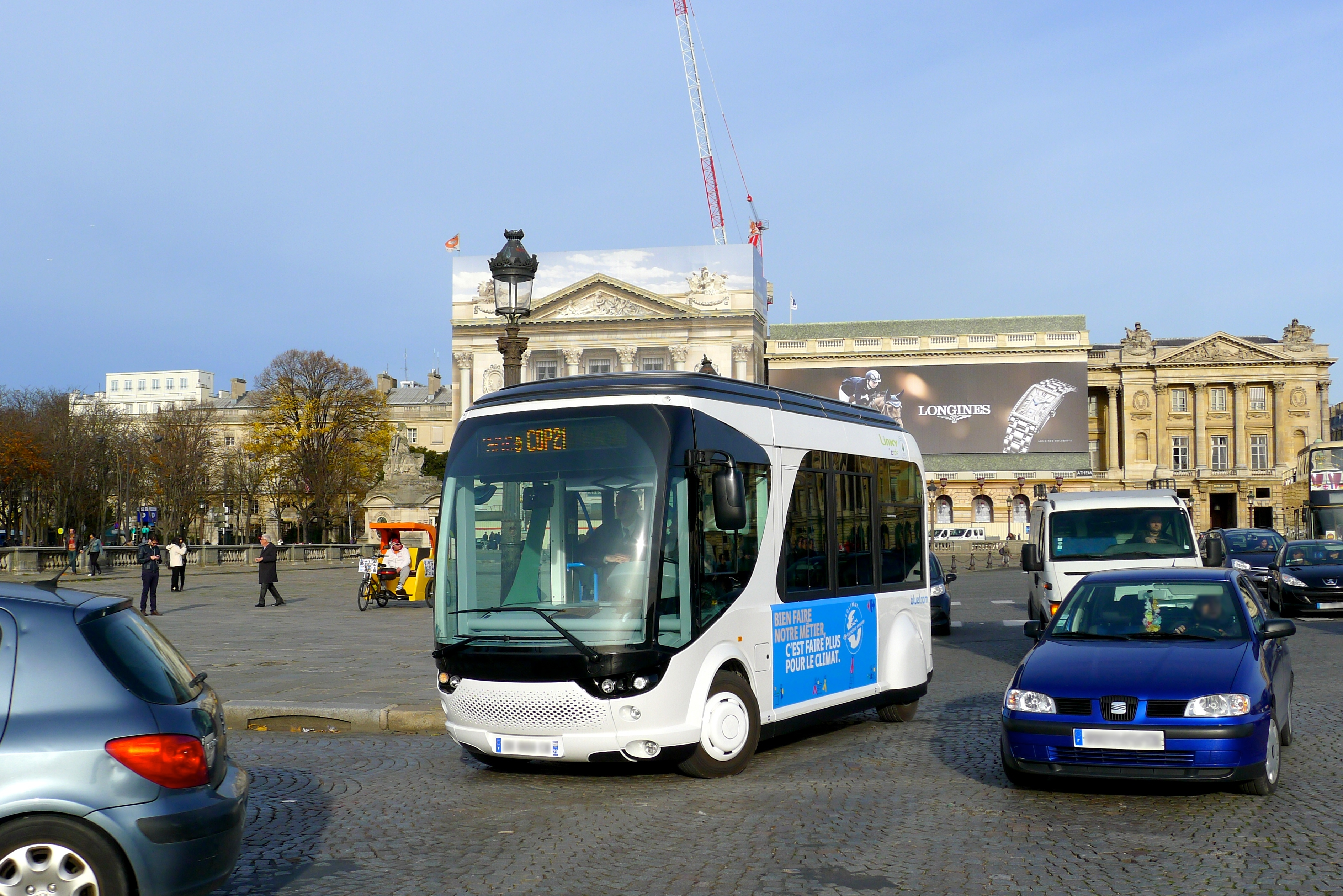
BlueTram à la Place de la Concorde
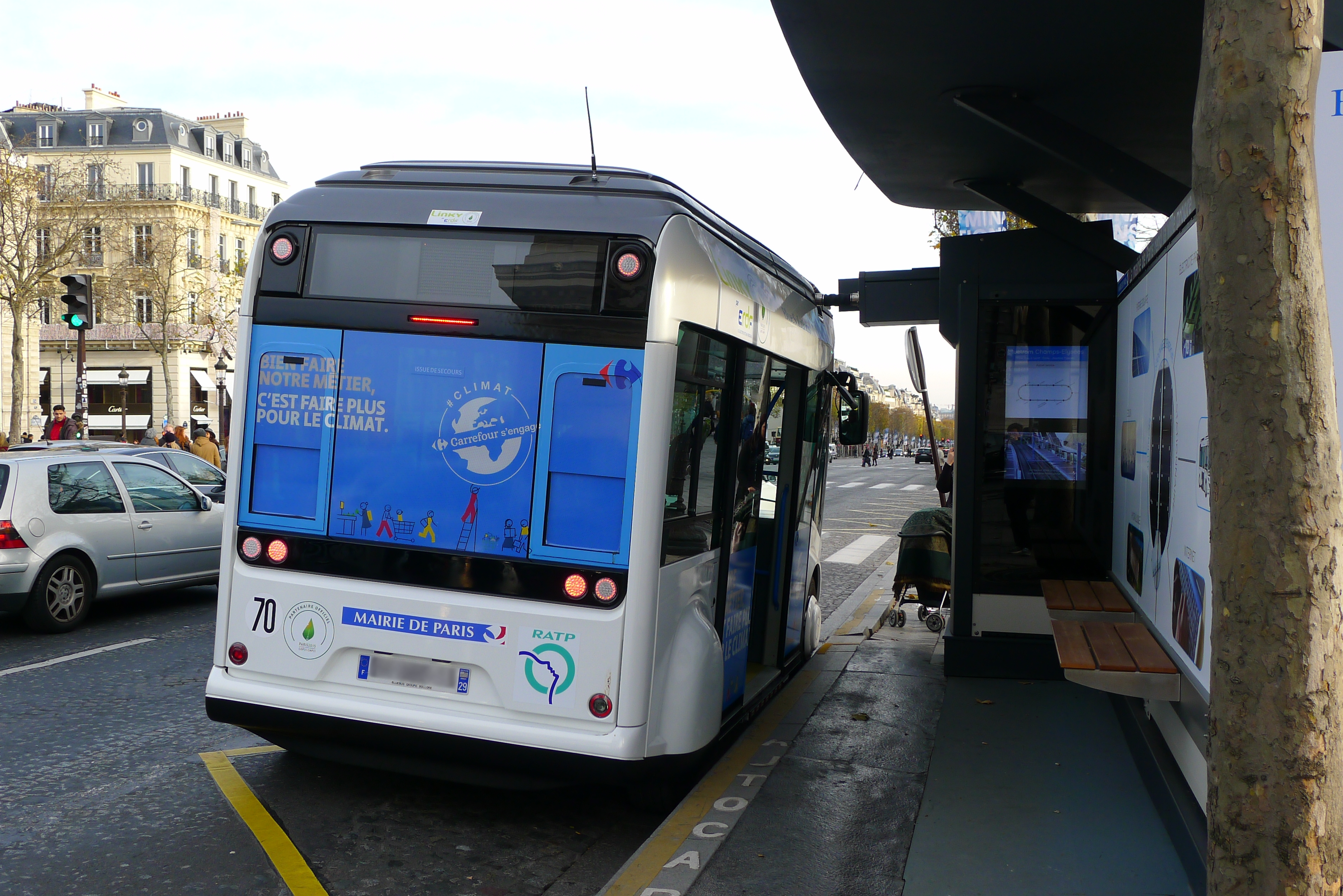
BlueTram à la Place de l’Étoile, en rechargement
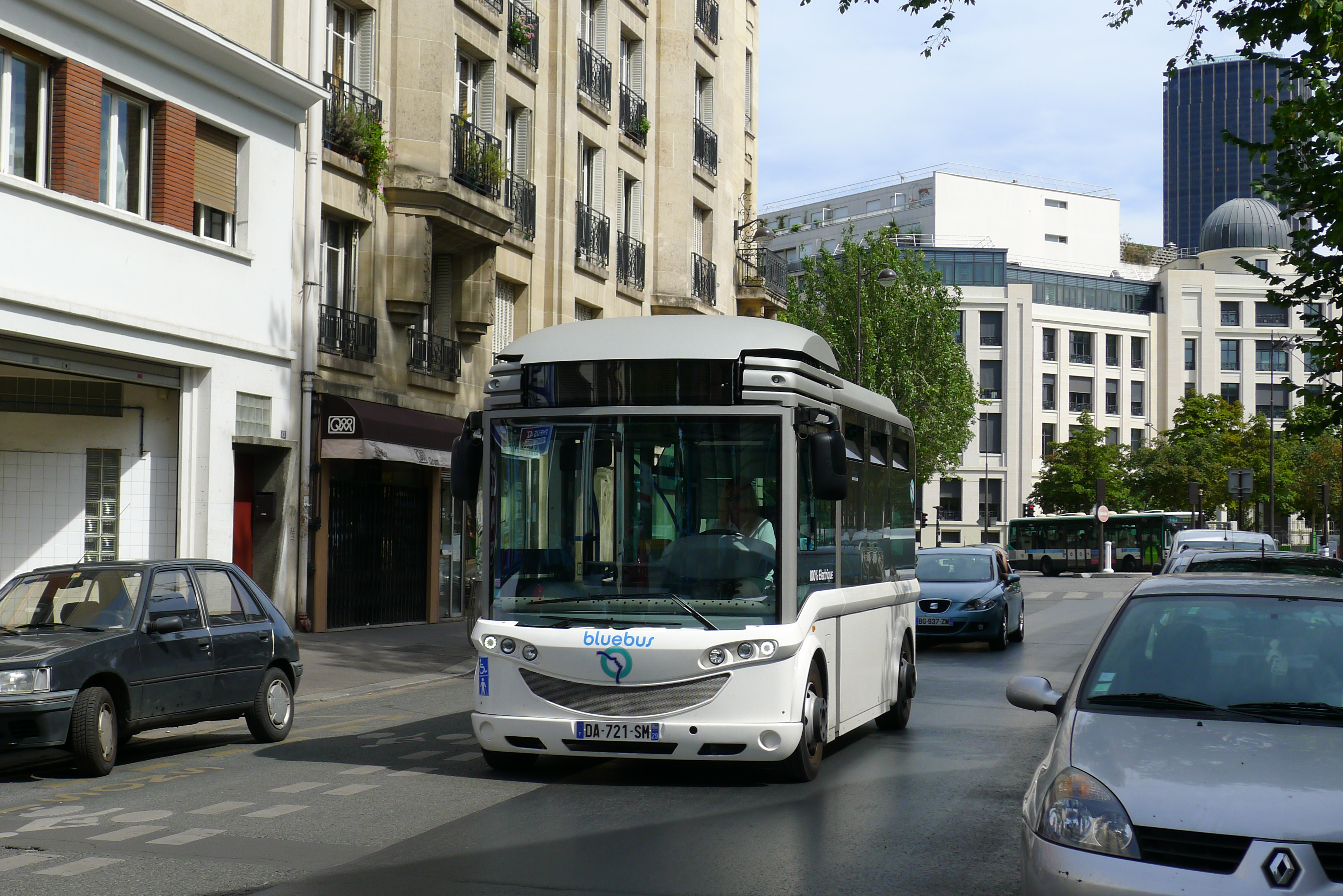
Bolloré Gruau Microbus BlueBus
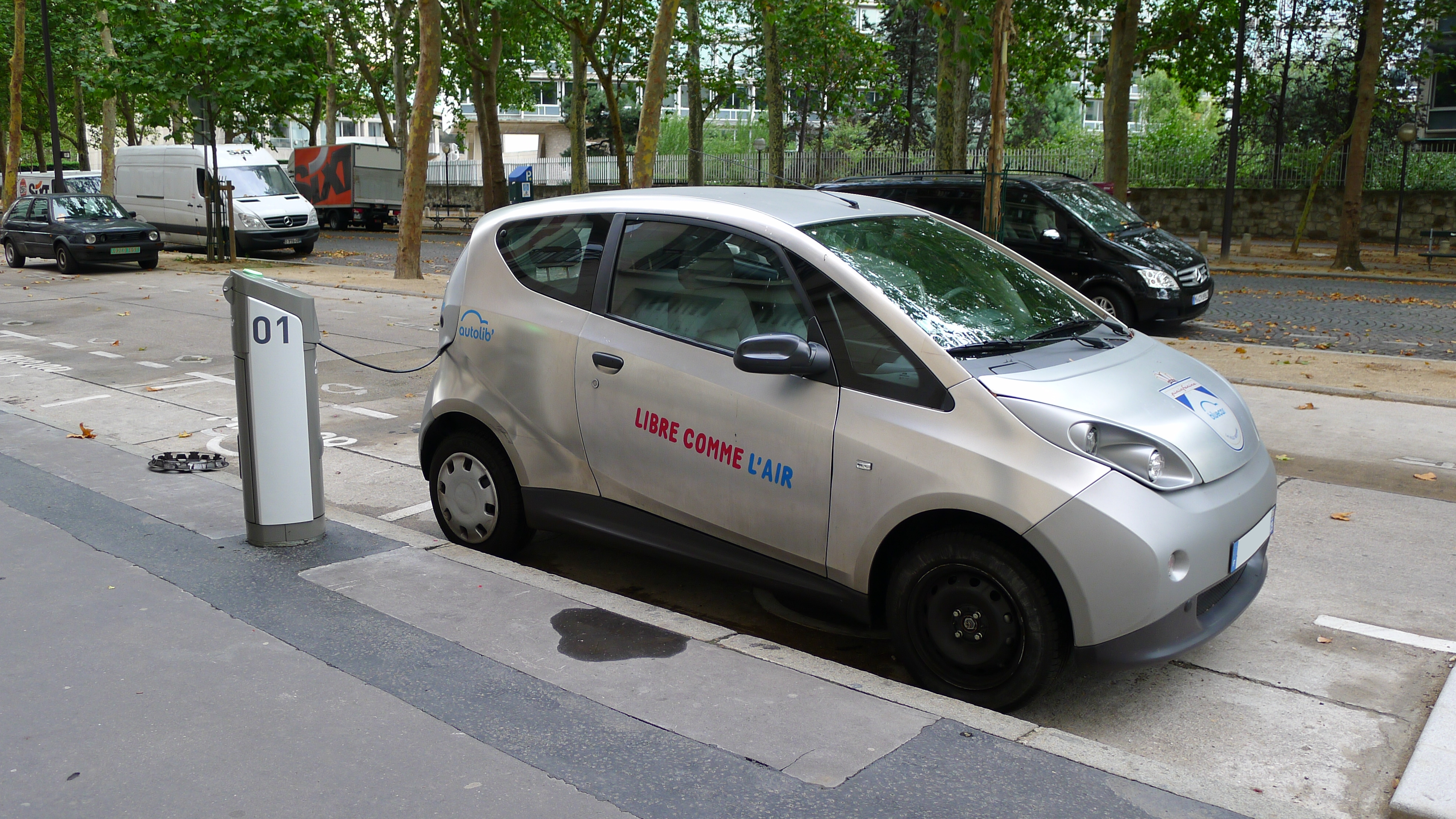
Blue Car "Autolib" à Paris
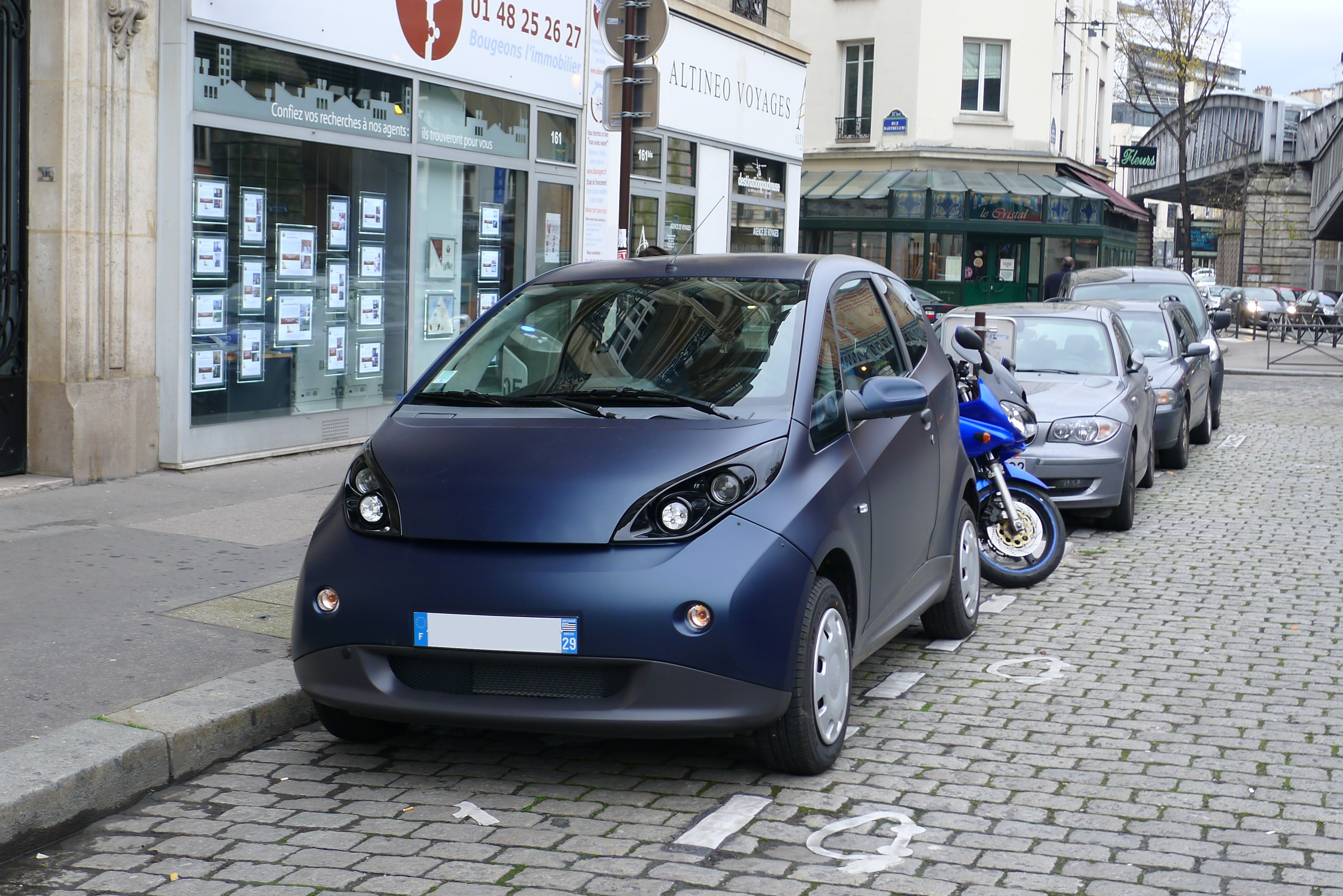
Blue Car privée à Paris
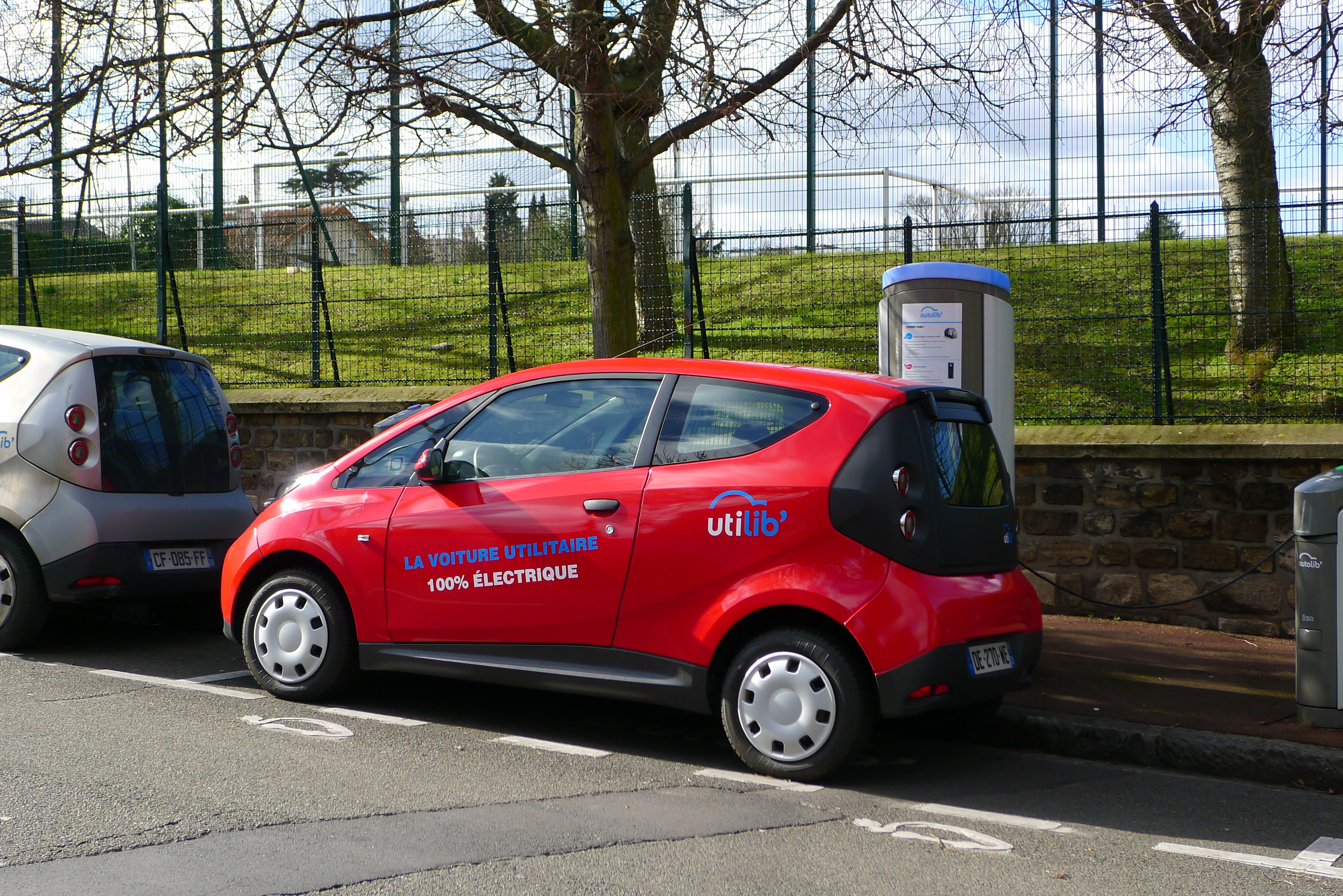
Blue Car utilitaire à Paris

Lorsque la société annonce avoir mis au point un premier prototype de batterie en 2004, Vincent Bolloré affirme que ce type de batterie apporte une réponse aux critiques généralement adressées aux véhicules électriques (prix élevés, faible autonomie, et manque de puissance). L'Express indique que ce type de batterie utilise un « processus d'extrusion comparable à celui utilisé pour les condensateurs - un domaine dans lequel le Groupe Bolloré est leader mondial -, ce qui permet d'en limiter le prix à environ 1 500 euros ». Par ailleurs, la batterie LMP est annoncée comme étant fabriquée en matériaux recyclables et quatre fois plus puissante qu'une batterie au plomb. Et le modèle de 150 à 200 kilogrammes fournirait une autonomie de 200 kilomètres en ville et pas loin de 300 kilomètres sur route. D'après la société, le « surplus de poids est compensé par l'absence de réservoir, de boîte de vitesses et de système d'échappement ». Cette batterie permettrait des accélérations semblables à celles d'un moteur thermique et une vitesse de 130 km/h.
En 2019, le magazine Capital fait un bilan des ventes de batteries LMP par Blue Solutions et conclue que ce type de batterie ne se vend pas : au premier semestre 2018, la société n'a vendu que 232 batteries, alors que dans le même temps 500 000 voitures électriques ont été vendues dans le monde. Capital attribue cet échec commercial au fait que la batterie LMP doit rester en charge de façon continue lorsqu'elle ne circule plus, ce qui est inacceptable par les particuliers. Ce type de batterie nécessite de rester constamment à une température supérieure à 60°, ce qui oblige à une petite consommation d'électricité même lorsque le véhicule est à l'arrêt.

### Applications stationnaires
Blue solutions développe en parallèle, des applications stationnaires comme le stockage d'énergie (pour des particuliers, entreprises ou collectivités), en provenance d'énergies renouvelables comme Bluesun, Bluestorage ou Bluehouse. Ces applications seraient développées et commercialisées par d'autres entités du groupe. Blue Solutions et Blue Applications cherchent à exploiter de nouvelles opportunités pour permettre l'accès à l'énergie dans les zones non connectées. La présence mondiale du Groupe Bolloré est un avantage certain au développement rapide de ses solutions stationnaires. (Guinée, Togo, Niger, Benin, Côte d’Ivoire, Cameroun). 
Mi-2017, le groupe Bolloré détient 89 % du capital et 94,17 % des droits de vote de Blue Solutions. Il a déposé un projet d'offre publique d'achat sur les 11 % du capital restant de l'entreprise pour la détenir à 100 %, selon l'Autorité des marchés financiers (AMF). Ce projet d'offre avait été annoncé le 23 mars 2017 après un recul de 10 % de l'activité de l'entreprise en 2016 (en raison de la concurrence, notamment asiatique, selon le groupe) et la montée en puissance des ventes étant finalement « plus progressive » que prévu.

## Communication

### Activités de lobbying
Blue Solutions est inscrit depuis 2017 au registre de transparence des représentants d'intérêts auprès de la Commission européenne. Elle déclare en 2017 pour cette activité des dépenses annuelles d'un montant compris entre 100 000 et 200 000 euros.